# Serviova hradba

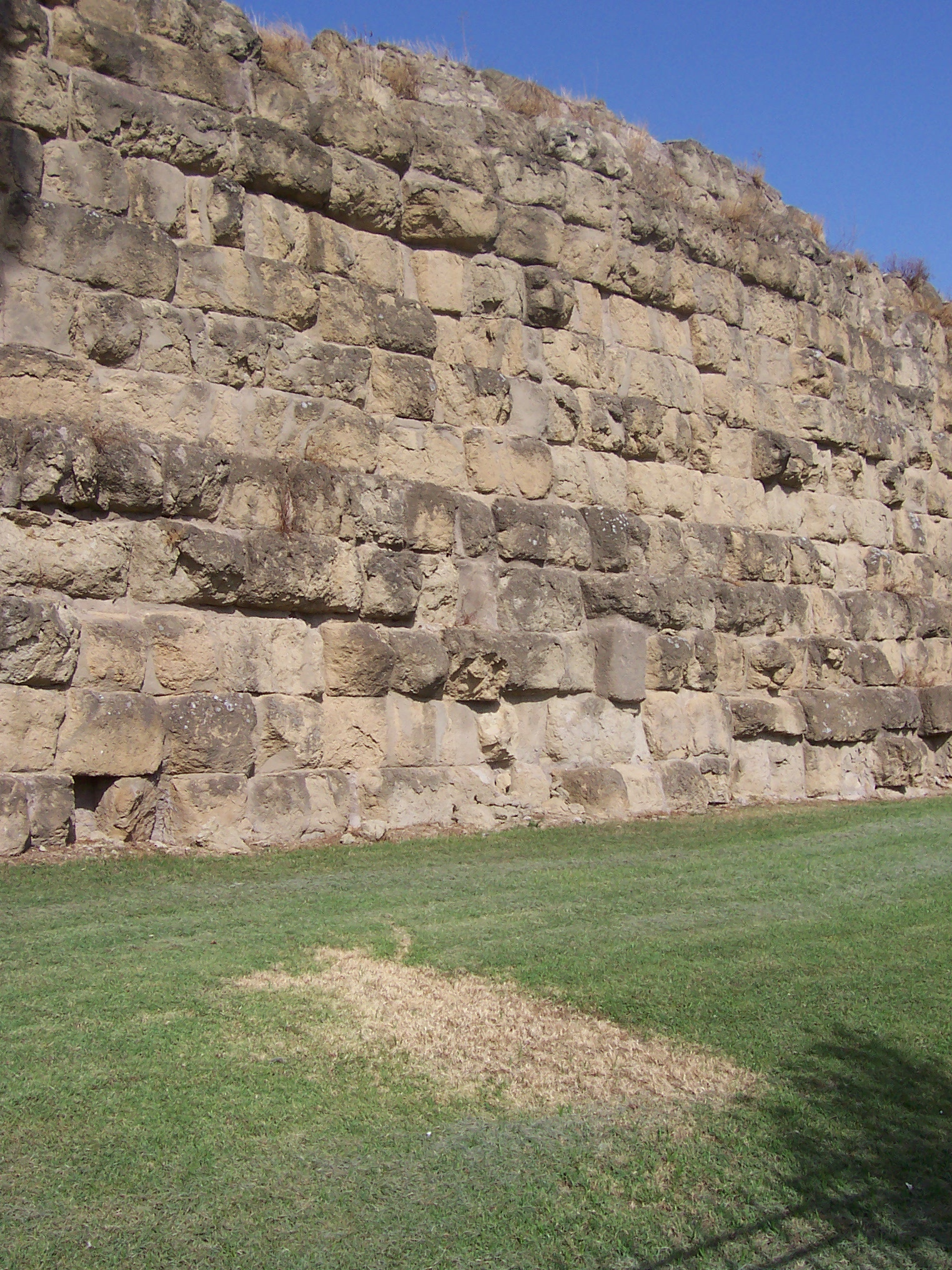
Serviova hradba u nádraží Termini

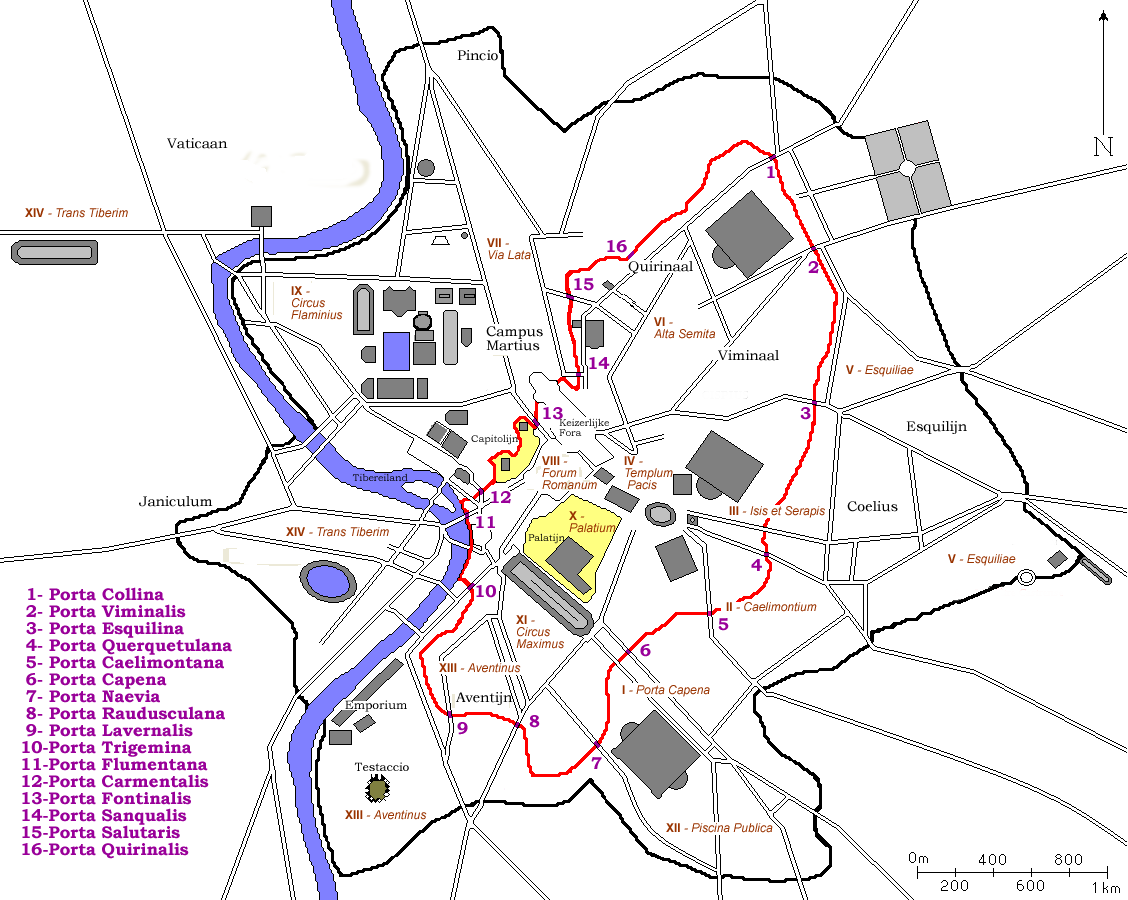
Serviova hradba v Římě (vnitřní hradba)

Serviova hradba (it. Mura serviane) je nejstarší zčásti zachované opevnění města Říma. 11 km dlouhá kamenná hradba byla vybudována počátkem 4. století př. n. l. na obranu Říma před vpády Galů. Hradba byla postavena na základech starších hradeb, které nechal v 6. století př. n. l. vybudovat král Servius Tullius a po kterém byla také pojmenována.

## Popis
Hradební zeď byla postavena z velkých bloků pěnovce (vápenného tufu) z okolí města Veje. Dosahovala až 10 m výšky, u země byla silná 3,6 m a měla 16 bran, z nichž se zachovalo jen málo. Zato z vlastní zdi dosud stojí poměrně rozsáhlé úseky, na severu přímo u nádraží Termini nebo na Aventinu, kde se dochoval i oblouk pro obranný katapult z pozdní doby republiky. Z vnější strany hradbu lemoval příkop, z vnitřní strany byla místy zesílena hliněným parkánem.

## V historii
Hradba ochránila Řím před Hannibalem, když roku 211 př. n. l. za druhé punské války přitáhl s vojskem k městu. Za občanských válek však několikrát neodolala. V počátcích císařství už byla římská vojenská moc tak silná, že město toto opevnění fakticky nepotřebovalo, a proto se pozvolna šířilo i za Serviovu hradbu. Až když ve 3. století n. l. začaly Řím ohrožovat vpády Germánů, dal císař Aurelianus (†275) zbudovat hradbu novou a podstatně delší (viz vnější hradba na sousedním plánku).